# Justin Forsett
Justin Forsett (Lakeland, 14 ottobre 1985) è un ex giocatore di football americano statunitense che ha militato nel ruolo di running back nella National Football League. Fu scelto nel corso del settimo giro (233º assoluto) del Draft NFL 2008 dai Seattle Seahawks. Al college ha giocato a football coi California Golden Bears.

## Carriera professionistica

### Seattle Seahawks

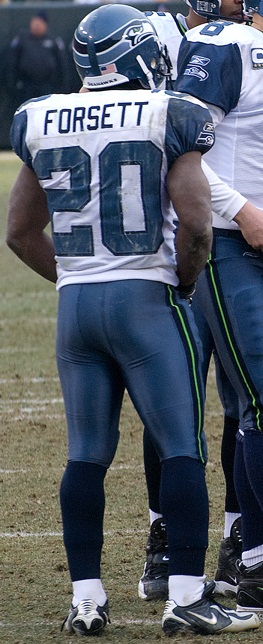
Forsett coi Seahawks nel 2009.

Forsett fu scelto nel corso del settimo giro del Draft 2008 dai Seattle Seahawks. Fu svincolato dopo una sola gara di stagione regolare, il 5 settembre 2008.

### Indianapolis Colts
Il giorno successivo, Forsett firmò con gli Indianapolis Colts, da cui fu ancora svincolato un mese dopo.

### Ritorno ai Seahawks
Il 9 ottobre 2008, Forsett rifirmò con la squadra di allenamento di Seattle. L'anno successivo avrebbe dovuto competere con Julius Jones e Edgerrin James ma dopo che James fu svincolato, divenne il secondo running back nelle gerarchie della squadra. Il 15 novembre, subentrando all'infortunato Jones, corse 123 yard e segnò il primo touchdown in carriera. Partito come titolare nel turno successivo contro i Minnesota Vikings, segnò il suo secondo touchdown con una corsa da 9 yard, ricevendo anche 8 passaggi per 80 yard. Il 29 novembre, contro i St. Louis Rams, corse un record in carriera di 130 yard e segnò due touchdown. Col ritorno di Julius Jones nella settimana 13 contro i San Francisco 49ers, Forsett tornò nel ruolo di seconda scelta. Nelle due stagioni successive, con l'arrivo del suo ex compagno di college Marshawn Lynch, ebbe poche occasioni di mettersi in luce, segnando complessivamente tre touchown. Alla fine della stagione 2011 non gli fu rinnovato il contratto.

### Houston Texans
Forsett firmò con gli Houston Texans il 2 giugno 2012. Il Giorno del Ringraziamento, il 22 novembre 2012, Justin segnò un touchdown dopo una corsa di 81 yard, la più lunga nella storia della franchigia.

### Jacksonville Jaguars
Forsett firmò coi Jacksonville Jaguars il 15 marzo 2013. Il 9 dicembre fu inserito in lista infortunati a causa di un problema al piede. L'11 marzo 2014 fu svincolato.

### Baltimore Ravens

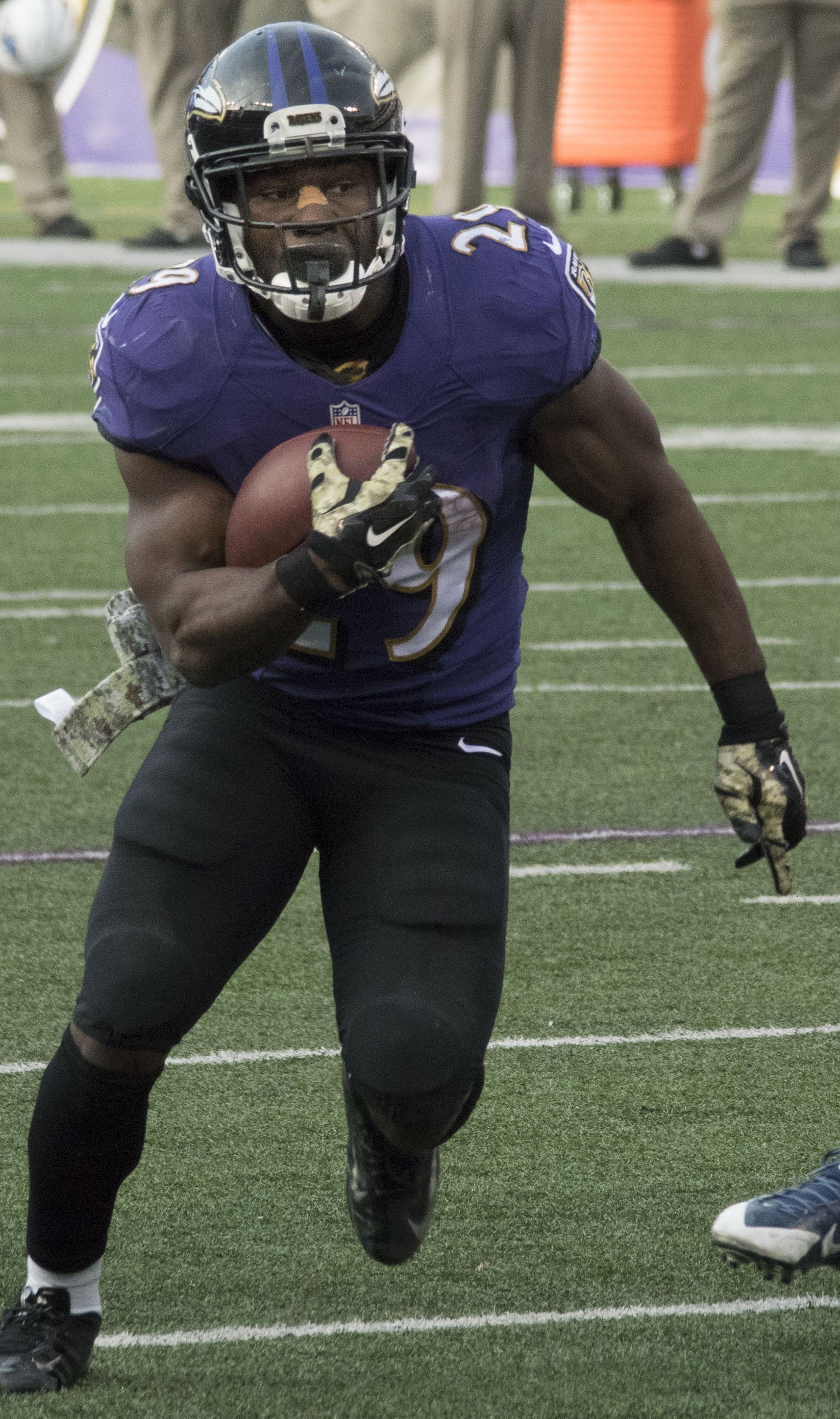
Forsett nel 2014.

Forsett firmò un contratto annuale coi Baltimore Ravens il 4 aprile 2014. Inizialmente avrebbe dovuto il terzo running back della squadra dietro a Ray Rice e Bernard Pierce, ma fu promosso come titolare all'inizio della stagione a causa della sospensione e il conseguente licenziamento di Rice e gli infortuni di Pierce. Anche dopo il ritorno in salute di quest'ultimo tuttavia conservò il suo posto. Nella settimana 10, contro i Tennessee Titans, fece registrare l'allora massimo stagionale di 112 yard corse e 2 touchdown nella vittoria 21-7. Per questa prestazione fu premiato come miglior giocatore offensivo della AFC della settimana. Due settimane dopo stabilì un nuovo record in carriera correndo 182 yard e segnando due touchdown che contribuirono a battere i Saints che venivano da una striscia di 14 vittorie consecutive in casa. Grazie a questa prestazione, per la seconda volta in stagione fu premiato come giocatore offensivo della AFC della settimana e per la prima volta in carriera come running back della settimana. La sua stagione regolare si chiuse al quinto posto nella NFL con 1.266 yard corse e 8 touchdown, entrambi nuovi record in carriera. Andò a segno su ricezione anche nel secondo turno di playoff ma i Ravens furono eliminati dai Patriots. A fine anno fu convocato per il suo primo Pro Bowl al posto dell'infortunato Arian Foster e inserito al 65º posto nel NFL Top 100, la classifica dei migliori cento giocatori della stagione.
Il marzo 2015, Forsett firmò coi Ravens un rinnovo contrattuale triennale del valore di 9 milioni di dollari. La sua stagione 2015 iniziò in sordina, prima di correre 150 yard nel quarto turno, che coincise con la prima vittoria stagionale di Baltimore. Nella settimana 11, Forsett si ruppe un braccio dopo un placcaggio di Aaron Donald dei Rams, venendo costretto a chiudere la sua stagione, che terminò con 641 yard corse e 2 TD in dieci presenze, tutte come titolare.
Nel 2016, la sua ultima stagione, Forsett, giocò con Ravens, Detroit Lions e Denver Broncos. Il 3 maggio 2017 annunciò il proprio ritiro.

## Palmarès
- Convocazioni al Pro Bowl: 1

2014
- Giocatore offensivo della AFC della settimana: 2

10ª e 12ª del 2014
- Running back della settimana: 1

12ª del 2014

## Statistiche
| Partite totali      | 122   |
| Partite da titolare | 37    |
| Yard corse          | 3.890 |
| Touchdown su corsa  | 19    |